# NSG Heckenberg von Strinz-Trinitatis
NSG Heckenberg von Strinz-Trinitatis este o arie protejată (arie specială de conservare — SAC, sit de importanță comunitară — SCI) din Germania întinsă pe o suprafață de 10,03 ha, integral pe uscat.

## Localizare
Centrul sitului NSG Heckenberg von Strinz-Trinitatis este situat la coordonatele 50°14′08″N 8°09′43″E / 50.2356°N 8.1619°E.

## Înființare
Situl NSG Heckenberg von Strinz-Trinitatis a fost declarat sit de importanță comunitară în noiembrie 2004 pentru a proteja un număr necunoscut de specii din flora spontană și fauna sălbatică aflate în arealul zonei. Situl a fost protejat și ca arie specială de conservare în martie 2008.

## Biodiversitate
Situată în ecoregiunea continentală, aria protejată conține 4 habitate naturale: Formațiuni de Juniperus communis pe lande sau pajiști calcaroase, Formațiuni ierboase bogate în specii de Nardus, dezvoltate pe substraturi silicioase în zone montane (și în zone submontane, în Europa continentală), Pante stâncoase silicioase cu vegetație casmofită, Roci stâncoase cu vegetație pionieră de Sedo-Scleranthion sau Sedo albi-Veronicion dillenii.
La baza desemnării sitului se află un număr nedeclarat de specii protejate.